# Omaha High-Low
Omaha Hi/Low znana również jako Omaha 8-or-better (albo po prostu Omaha/8) to wariacja gry Pot Limit Omaha. Jest to jedna z popularniejszych odmian pokera. Rozgrywki turniejowe w tę odmianę pojawiają się na największych festiwalach pokerowych (World Series of Poker, European Poker Tour), ale popularna jest również w formie gier na stołach pieniężnych. Dostępna szeroko w formie rozgrywek online w większości pokojów pokerowych online. Rozgrywana zarówno w wersji Limit, Pot Limit oraz No-Limit. W grze uczestniczyć może od 2 do 10 graczy.

## Zasady
Reguły gry zbliżone są do standardowej Omahy. Każdy z graczy na ręce dostaje cztery karty. Na stole zawsze pojawia się pięć kart (flop, turn i river). Układ gracza składa się z dwóch kart z ręki oraz trzech ze stołu. Przebieg gry i poszczególne rundy licytacji przebiegają podobnie jak w No-Limit Holdem oraz Pot Limit Omaha. 
Zasadnicza różnica w zasadach polega na podziale puli. Tutaj nie zawsze trafia ona do gracza z najwyższym układem. Pulę zwykle dzieli „wysoki” i tzw. "niski układ". Ranking układów jest taki sam jak w innych odmianach pokera.

## Niski układ
Zwany też inaczej „low”, składa się z pięciu kart. Każda z nich musi mieć inną wartość, a pośród nich najwyższą kartą może być ósemka. As liczy się jako niska karta. Im niższa wartość kart, tym lepszy jest niski układ. Najlepsza z możliwych rąk niskich to A-2-3-4-5. Najgorsza niska ręka to 4-5-6-7-8.
Zarówno przy tworzeniu układu niskiego, jak i wysokiego, liczą się zawsze dwie karty z ręki i trzy ze stołu. Dla obu układów mogą to być jednak dwie inne karty. Jeżeli żaden z graczy nie ma niskiego układu, to pulę wygrywa gracz z układem wysokim. Możliwe jest, że jeden gracz wygra zarówno pulę wysoką, jak i niską.

## Inne warianty Omaha Hi/Low

### 5 Card Omaha Hi/Low
W tym wariancie gry każdy z uczestników otrzymuje pięć kart własnych. Na stół wykłada się pięć kart wspólnych. Do stworzenia układu używa się dwóch kart własnych oraz trzech kart wspólnych. Podobnie jak w zwykłej Omaha Hi/Low, pulę dzieli się pomiędzy posiadaczy najlepszego układu wysokiego i najlepszego niskiego. Poszczególne rundy licytacji i pozostałe zasady są dokładnie takie same jak w Omaha Hi/Low. W grze może uczestniczyć od 2 do 6 graczy.

### Courchevel Hi/Low
Nazwa gry pochodzi od ośrodka narciarskiego we Francji, gdzie prawdopodobnie powstała. Dzisiaj popularna jest także m.in. w Wielkiej Brytanii. Dostępna także w rozgrywkach online. Podobnie jak w innych wariantach, gracze otrzymują po pięć kart własnych. Jedyna różnica polega na tym, że przed flopem pierwsza z kart wspólnych zostaje wcześniej odkryta. Następnie po licytacji odkrywane są dwie kolejne. Pozostałe zasady i licytacja przebiegają jak w Omaha Hi/Low. Jest to gra dla 2 do 6 osób.